# August Croissant
Pour les articles homonymes, voir Croissant.

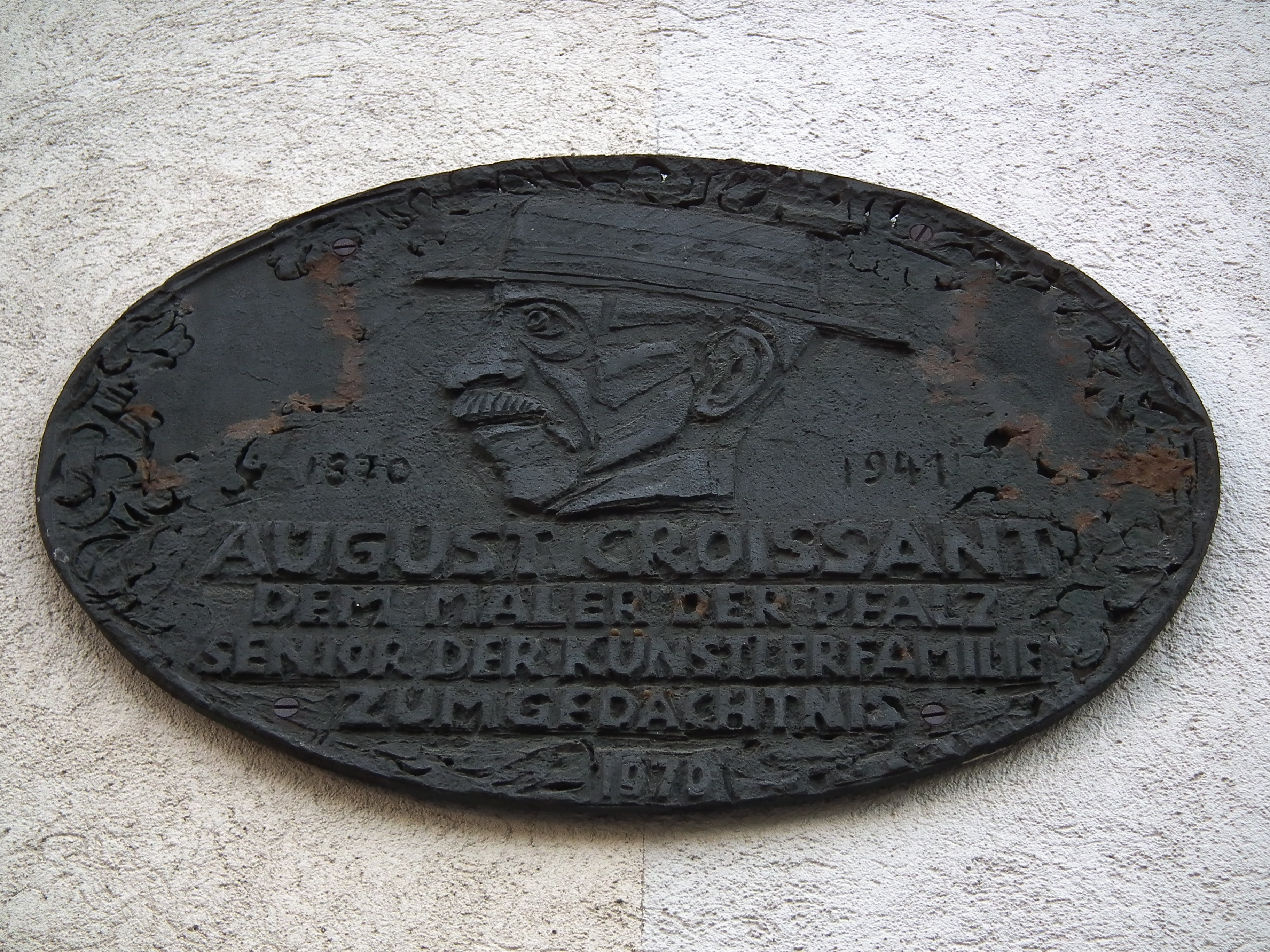
Plaque à Landau pour son centième anniversaire.

August Croissant, né le 16 février 1870 à Edenkoben et mort le 14 janvier 1941 à Landau, est un peintre et dessinateur allemand.

## Biographie

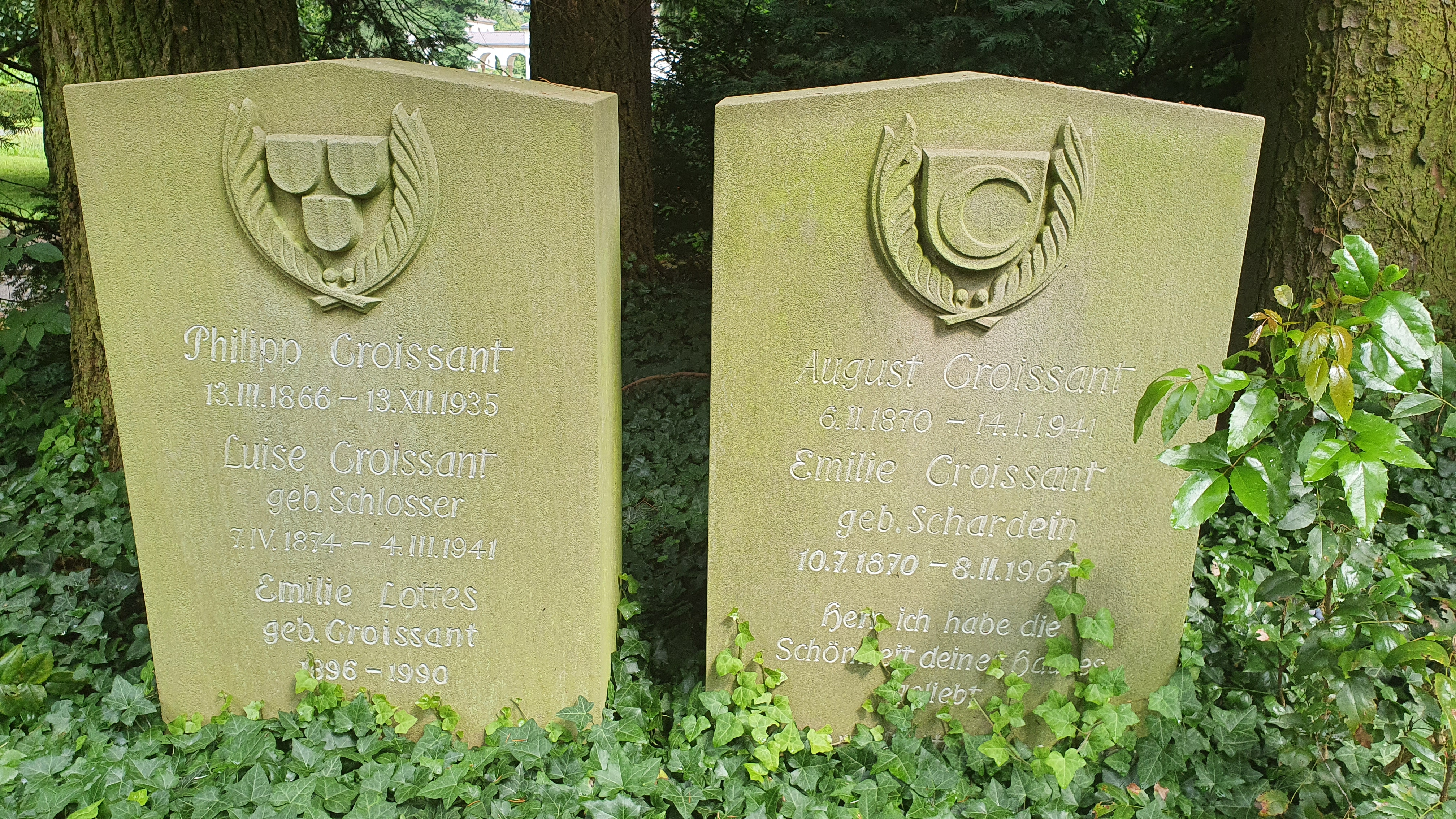
Sépulture de la famille Croissant au cimetière principal de Landau.

August Croissant est le fils du peintre en bâtiment Zacharias Croissant (1833-1901) et de sa seconde épouse Anna Philippine, née Michel (1838-1876). Il est apprenti auprès de son père, puis il étudie à la Kunstgewerbeschule de Kaiserslautern, puis à Nuremberg. Ensuite, il se rend à Munich où il se spécialiste dans la peinture de décors, tout en fréquentant les ateliers de Franz von Stuck (1863-1928) et de Franz von Lenbach (1836-1904) pour se former.
Initialement attaché à l'art Jugendstil, August Croissant trouve de plus en plus sa voie dans les paysages, les scènes urbaines et scènes de genre villageoises, en particulier ceux de sa patrie immédiate, le Palatinat, et de sa patrie bavaroise en général. À travers de nombreuses peintures, aquarelles et dessins, il est devenu un peintre local bien connu du Palatinat. Des entreprises et éditeurs lui commandent souvent des illustrations, et certains de ses motifs sont également repris sur des cartes postales. Il fait également les premières ébauches du drapeau du Palatinat vers 1909
August Croissant était l'époux d'Emilie Schardein (1873-1967). Il demeurait à Landau (Palatinat). On y trouve une rue Auguste-Croissant (August-Croissant-Straße). Son fils Eugen Croissant (1898-1976) était également peintre.

## Œuvres

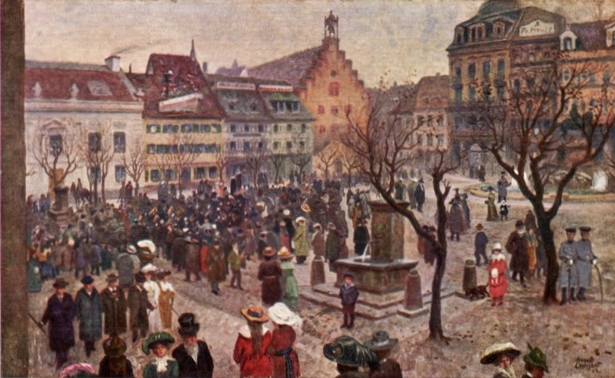
La Place du Marché à Landau (1916).
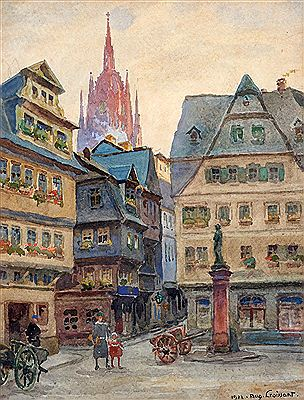
Scène de rue à Francfort (1920).
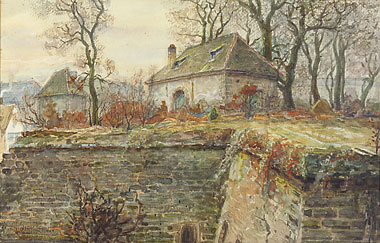
La Forteresse de Landau (vers 1930).
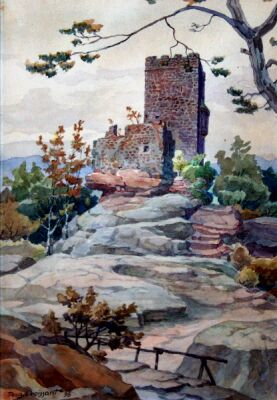
Le Château Trifels (1938).